# Beth Whittall
Elizabeth Whittal, detta Beth (Montreal, 26 maggio 1936 – Hudson, 1º maggio 2015), è stata una nuotatrice canadese.
Specializzata nello stile libero e nella farfalla, ha partecipato ai Giochi di Melbourne 1956, gareggiando nei 400m sl e nei 100m farfalla. Fu selezionata anche per la Staffetta 4x100m sl, ma alla fine non vi gareggiò.
Ai Giochi panamericani del 55, le maggiori soddisfazioni, con 2 ori e 2 argenti.